# 中國農民銀行
中國農民银行，曾經是國民政府時期的中國四大銀行之一，現已併入合作金庫銀行。前身是豫鄂皖赣四省农民银行。

## 歷史沿革

### 中國大陸時期
1933年，國民政府主席蔣中正從鴉片特稅項下撥250萬元当作股本，在豫鄂皖三省剿匪總司令部農村金融救濟處的基礎上，1933年3月17日豫鄂皖三省剿匪總司令部总司令蒋中正公布《豫鄂皖赣四省农民银行条例》。1933年4月1日在湖北省漢口市特三区湖南街正式成立「豫鄂皖贛四省農民銀行」，为豫鄂皖赣四省剿匪收复区农民“供给资金、兴复农村经济、促进农业生产之改良进步”，在四省范围内发行“农民流通券”（一角、贰角、五角）和参与鸦片贩卖的特权。头两任总经理为郭外峰（曾任招商局总经理、豫鄂皖三省剿匪總司令部農村金融救濟處处长，1934年7月病故）、徐继庄。资本总额定为一千万元，由国库投资三百万元，四省省库各投资五十万元，招集商股伍佰万元。
1933年5月17日，四省農民銀行剛成立，蔣中正即以「特急電復」形式通知該行總經理郭外峰：「特貨公棧，准由四省農民銀行投資150萬元」:241。特貨公棧為蔣中正實現鴉片統制運銷，由財政部禁煙督察處設立的鴉片貨棧。據《禁煙督察處統制特貨買賣辦法》，凡特商把特貨運至漢口，都要將特貨交存公棧，由公棧收贖行官收官運；貨色優劣須運商三家聯保，並由運商公會負全責；貨款由公棧通知農民銀行代出45天期票支付；凡由各土膏行店向公棧購買者，其貨款以交付現金為原則；公棧所有營業收入之貨費籌款，悉數存儲農行:324-325。蔣中正在協調禁煙督察處與農行進行鴉片買賣方面，下了很大一番功夫。如禁煙督察處在四川收集特貨數萬擔，擬分期運漢，因數量甚巨，特貨公棧無法解決貨款問題；禁煙督察處處長李基鴻請示蔣，擬請農行分期墊付；蔣即指示農行總經理徐繼莊：“此項巨量特貨，與稅收關係甚大，雖係分期運漢墊付，但數量既多，本行自甚費力。應如何妥籌辦理，雙方兼顧，希與李處長洽商，儘量設法為盼”:246。
四省農民銀行所經管特稅地域範圍遠非四省，於是蔣中正在1935年3月13日致汪精衛、孔祥熙、陳公博的密電中說：“現四省農民銀行成立兩年有餘，於調劑農村金融頗見成效。現四省之外，陝、甘、浙、閩、湘等省，及京、滬等市，均次第入股。而其他各省農村金融，亦有統籌調劑之必要。現擬擴大四省農民銀行範圍為中國農民銀行:29-30。”1935年4月，因四省農民銀行營業範圍遍及全國，乃更名為「中國農民銀行」，财政部为其增资5000万元，明訂為供給農業信用、發展農村經濟之專業銀行。1935年6月4日，國民政府制定公布《中國農民銀行條例》，全文27條。

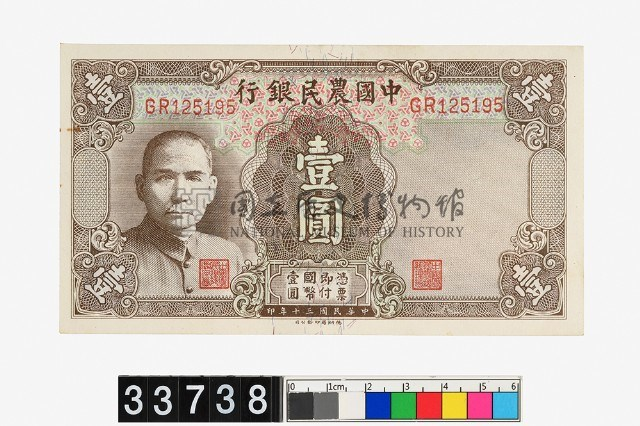
中國農民銀行壹圓紙幣正面

1936年春，中國農民銀行成為當時中華民國法幣四大發行銀行之一。1942年发钞权被中央银行收回。
1937年，中國農民銀行分支機構已由四省農民銀行時期的16處增加到87處，遍及四川、雲南、貴州、西康、陝西、甘肅、青海等省區，絕大多數分佈在紅軍長征的路線上:3。
抗战期间总行迁重庆。两任董事长孔祥熙、陈果夫。四任总经理徐继庄、1937年4月叶琢堂、1940年11月顾翊群、1945年10月李叔明。1940年5月，总分行制改为总管理处制。1942年奉命接管农本局的农村资金贷款业务。

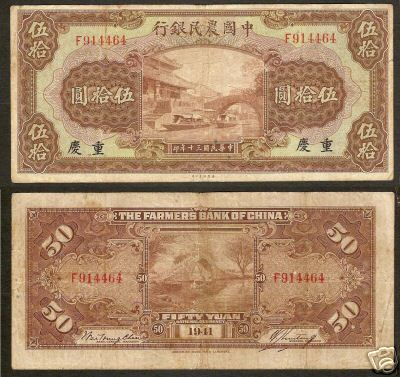
1941年中國農民銀行發行的伍拾圓紙幣

### 台灣時期
1949年，中國農民銀行隨中華民國政府移往台灣，進駐臺北市。
1967年5月20日，中國農民銀行正式在臺復業，復業之初資本額為新臺幣1億5仟萬元，除繼續辦理農業金融業務外，也辦理一般商業銀行業務。中國農民銀行大陆部分资产后由中華人民共和國政府建立的中國農業银行處置，其在中國大陸的資產與部分員工也转到中國農業银行。
1994年11月28日，中國農民銀行於台灣證券交易所股票上市，股票代號2822。
1999年，為配合李登輝政府公營事業民營化政策，中國農民銀行以出售官股方式完成民營化。
2001年9月，配合陳水扁政府整飭國內基層金融政策，中國農民銀行承受屏東縣枋寮區漁會、屏東縣萬丹鄉農會、高雄縣鳥松鄉農會、高雄縣六龜鄉農會及高雄縣內門鄉農會等五家農漁會信用部及信用分部。
2004年1月底，中國農民銀行在全台灣共計有107家國內分行，實收資本額已經達新臺幣150億元。
2005年12月21日，陳水扁總統明令廢止《中國農民銀行條例》。
2006年5月1日，配合陳水扁政府金融改革政策，中國農民銀行和合作金庫銀行以2.45比1的換股比例進行換股合併，中國農民銀行為消滅銀行，合作金庫銀行為存續銀行並更名為「合作金庫商業銀行股份有限公司」。合併後之營業據點達296家，為全台灣分行通路數最多之銀行，總資產達2.57兆元，在台灣的市場占有率近10%；存、放款市占率均逾10%。

## 農民銀行與農會信用部的差異
- 農會信用部門的設置屬於地方基層金融，不能跨越行政組織區域營運。但極少數區農會例外，或未設信用部門。
- 農民銀行為銀行，除了有基層農會信用部的一般存款、放款、匯款業務外，還包含了信託、證券、外幣等未准農會承辦之業務。
- 屬於上級農會位階的各直轄市農會和縣農會，並沒有設置信用部。惟中華民國農會和屏東縣農會例外，緣由1990年代後台灣爆發多起本土金融危機，中壢市農會和鹽埔鄉農會逾放比過高被接管，由上級農會直轄設立辦事處，概括承受其原本信用部。